# Ale, Bjärke, Flundre, Väne och Vättle häraders domsaga
Ale, Bjärke, Flundre, Väne och Vättle häraders domsaga var en domsaga i Älvsborgs län som bildades 1696 och omfattade Ale, Bjärke, Flundre, Väne och Vättle härader. Domsagan upplöstes 1849 och efterföljdes av Ale, Kullings och Vättle domsaga och Flundre, Väne och Bjärke domsaga.  I perioden 1781 till 1793 bildade Flundre och Väne härader en egen domsaga, Flundre och Väne häraders domsaga, och återstoden bildade då Ale, Bjärke och Vättle häraders domsaga. 
Domsagan lydde under Göta hovrätt. 

## Tingslag
- Ale tingslag
- Bjärke tingslag
- Vättle tingslag
- Flundre tingslag
- Väne tingslag

## Häradshövdingar
- 1696–1719 David Rosenholm
- 1719–1726 Bengt Bergius
- 1726–1737 Carl Gustaf Beckman
- 1739–1747 Bengt Adolf Ekehielm
- 1747–1778 Carl Gustaf Reutercrona
- 1778–1791 Christer Hoffgardh
- 1791–1793 Claes Livijn
- 1793–1829 Bengt Julius Ahlberg
- 1830–1847 Mathias Erik Richert